# A7 (Zwitserland)
De A7 in Zwitserland is een autosnelweg in het kanton Thurgau, die loopt vanaf Winterthur via Frauenfeld naar Konstanz in Duitsland. De A7 vormt bij Winterthur een afsplitsing van de A1 (Zürich - Sankt Gallen). Vanuit Konstanz gebruikt men de afrit Attikon om de A1 richting Sankt Gallen op te kunnen. De weg is onderdeel van de Nationaalstrasse 7 (N7).

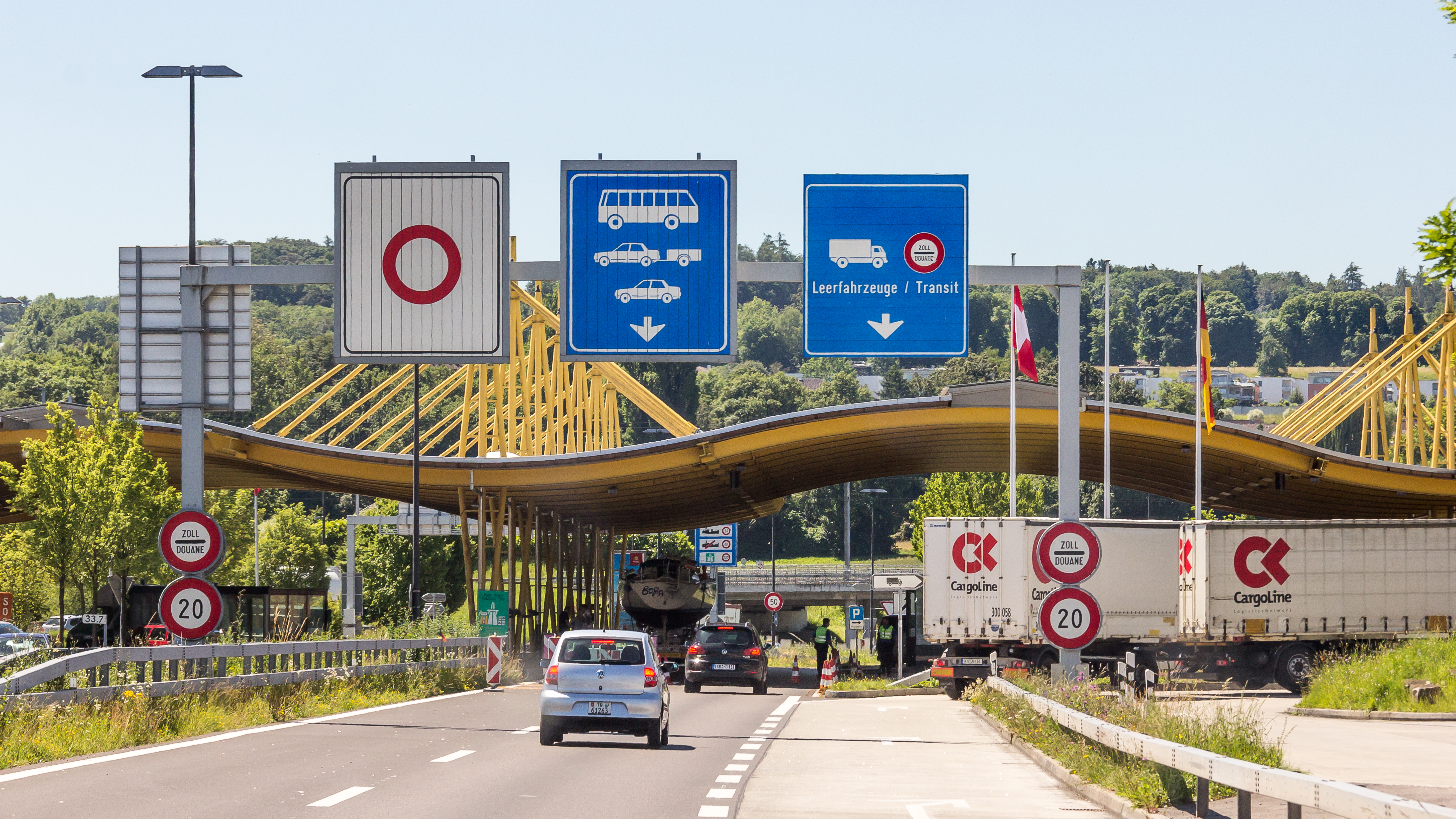
Grensovergang Kreuzlingen richting Zwitserland